# Kopernikus : Rituel de la mort
Pour les articles homonymes, voir Copernic (homonymie).
Kopernikus : Rituel de la mort est un opéra en deux actes, pour sept chanteurs, sept ou huit instrumentistes et bande, composé par Claude Vivier en 1979.

## Histoire
L'opéra est une commande du Conseil des Arts du Canada. Le compositeur en écrit lui-même le livret sur des thèmes personnels. Le titre ne signifie pas que l'opéra tourne autour du personnage historique de Nicolas Copernic, mais il a été choisi à cause de « l'idée du chercheur cosmique, qui a commencé à voir plus loin que la terre ». Claude Vivier parlait à son sujet de « féerie mystique ». Il emploie pour l'écrire l'allemand et le français, et aussi une langue imaginaire. L'opéra est dédié à Gilles Tremblay.
Il est créé le 8 mai 1980 au Théâtre du Monument National à Montréal, par l'Atelier de jeu scénique de la Faculté de Musique de l'Université de Montréal dirigé par Lorraine Vaillancourt.
L'opéra est repris sous la direction de Pierre Audi au festival Almeida à Londres en 1985. En 2006, il est joué lors d'une rétrospective Claude Vivier à Amsterdam. Il est rejoué à Amsterdam à l'Opéra national des Pays-Bas en avril 2014, sous la direction du chef d'orchestre Romain Bischoff, du réalisateur Marcel Sijm et du chorégraphe Miguel Angel Gaspar.

## Argument
Le personnage central est Agni, dont le nom s'inspire du dieu hindou du feu, mais qui est interprété par une alto. Agni rencontre dans ses rêves plusieurs personnages, issus de l'histoire ou des légendes : Lewis Carroll, Merlin, une sorcière, la reine de la nuit, un aveugle prophète, un vieux moine, Tristan et Isolde, Mozart, le maître des eaux, Copernic et sa mère. 

Selon la note de programme : 

« Il n'y a pas à proprement parler d'histoire, mais une suite de scènes faisant évoluer Agni vers la purification totale et lui faisant atteindre l'état de pur esprit. »

## Effectif
1. Solistes : 2 sopranos solos [dont une colorature] , mezzo-soprano solo, contralto solo, ténor solo [ou baryton] , baryton solo, basse solo
2. Hautbois, 3 clarinettes, trompette, trombone, percussionniste, violon[1].

## Discographie
- Kopernikus "Opéra-Rituel De Mort", Yolande Parent, Pauline Vaillancourt, Jocelyne Fleury, Marie-Danielle Parent, David Doane, Michel Ducharme, Yves Saint-Amant, direction musicale de Lorraine Vaillancourt, CBC Records, 1992
- Kopernikus, avec Claron McFadden (soprano colorature), Harry van der Kamp (basse profonde), Johan Leysen (narrateur),  in Claude Vivier : Rêves d'un Marco Polo, Asko Ensemble et Schönberg Ensemble dirigés par Reinbert de Leeuw, mise en scène de Pierre Audi, 2004, DVD (Opus Arte/De Nederlandse Opera)
- Kopernikus: Rituel de la Mort opera in two acts (1979), Opera Factory Freiburg, Holst-Sinfonietta, dirigé par Klaus Simon, CD Bastille Musique 1, 2015.